# بين كينيدي (لاعب دوري الرغبي)
بين كينيدي (بالإنجليزية: Ben Kennedy)‏ هو لاعب دوري الرغبي أسترالي، ولد في 14 مارس 1974 في Casino, New South Wales ‏ في أستراليا.